# UVERworld PREMIUM LIVE on Xmas 2015 at Nippon Budokan

『UVERworld PREMIUM LIVE on Xmas 2015 at Nippon Budokan』（ウーバーワールド プレミアム ライブ オン クリスマス 2015 アット ニッポンブドウカン）は、UVERworldの13枚目のライブDVDである。2016年11月2日にgr8!records(SME)より発売された。同時に、Blu-ray Disc版も発売された。

## 概要
2015年12月25日に日本武道館で行われた8年連続となるクリスマスライブを収録。「UVERworld "15&10" Anniversary tour」の一環として行われたライブでもあり、活動初期の楽曲を中心としたセットリストで行われた。
また、2016年7月6日のメジャーデビュー11周年記念ライブも一部楽曲が収録されている。
通常盤と初回生産限定盤の2種類で発売され、初回生産限定盤にはクリスマスライブのCD音源のほか、フォトブックレットが付属している。

## 収録曲
- Blu-ray版では全て、Disc-1に収録。

### Disc-1
UVERworld PREMIUM LIVE on X'mas 2015 at Nippon Budokan
1. THE ONE
7thスタジオ・アルバム『THE ONE』収録。このライブで使用されたSEである。
2. ナノ・セカンド
25thシングル『ナノ・セカンド』収録。
3. Colors of the Heart
4thシングル『Colors of the Heart』収録。間奏が短縮されている。
4. Roots
3rdスタジオ・アルバム『PROGLUTION』収録。
5. 浮世CROSSING
9thシングル『浮世CROSSING』収録。
6. ハイ！問題作
5thスタジオ・アルバム『LAST』収録。
7. 君の好きなうた
6thシングル『君の好きなうた』収録。
8. 99/100 騙しの哲
4thスタジオ・アルバム『AwakEVE』収録。ショートバージョンでの演奏となっている。
9. GROOVY GROOVY GROOVY
3rdスタジオ・アルバム『PROGLUTION』収録。
10. EMPTY96
2ndスタジオ・アルバム『BUGRIGHT』収録。
11. DISCORD
2ndスタジオ・アルバム『BUGRIGHT』収録。
12. ハルジオン
12thシングル『儚くも永久のカナシ』収録。
13. SHINE
2ndシングル『CHANCE!』収録。
14. CHANCE!04
28thシングル『I LOVE THE WORLD』にメモリアルトラックとして収録。インディーズバージョンでの演奏となっている。
※ 本付属の特典CDには収録せず、9thアルバム『TYCOON』初回生産限定盤付属の特典CDに同ライブ音源が収録された。
15. 心とココロ
5thスタジオ・アルバム『LAST』収録。
16. ハナミズキ、千の風になって、クリスマス・イブ、ヘビーローテーション
アコースティックギターでのカバー。フル演奏ではない。
17. 7日目の決意
26thシングル『7日目の決意』収録。アコースティックギターでの演奏となっている。
18. LIFEsize
2ndスタジオ・アルバム『BUGRIGHT』収録。ライブDVDでは初収録となった。
19. Massive
22ndシングル『THE OVER』収録。インスト曲。
20. WANNA be BRILLIANT
5thシングル『LAST』収録。

### Disc-2
UVERworld PREMIUM LIVE on X'mas 2015 at Nippon Budokan
1. I LOVE THE WORLD
28thシングル『I LOVE WORLD』収録。
※ 本付属の特典CDには収録せず、9thアルバム『TYCOON』初回生産限定盤付属の特典CDに同ライブ音源が収録された。
2. Collide
27thシングル『僕の言葉ではない これは僕達の言葉』収録。
3. PRAYING RUN
28thシングル『I LOVE THE WORLD』収録。
4. 零HERE～SE～
8thスタジオ・アルバム『Ø CHOIR』収録。
5. IMPACT
8thスタジオ・アルバム『Ø CHOIR』収録。
※ 本付属の特典CDには収録せず、9thアルバム『TYCOON』初回生産限定盤付属の特典CDに同ライブ音源が収録された。
6. 0 choir
8thスタジオ・アルバム『Ø CHOIR』収録。
※ 本付属の特典CDには収録せず、9thアルバム『TYCOON』初回生産限定盤付属の特典CDに同ライブ音源が収録された。
7. 哀しみはきっと
14thシングル『哀しみはきっと』収録。ファンからの手紙に応える形でセルフアンコールとして6年ぶりに演奏された。
8. 在るべき形
8thスタジオ・アルバム『Ø CHOIR』収録。
※ 本付属の特典CDには収録せず、9thアルバム『TYCOON』初回生産限定盤付属の特典CDに同ライブ音源が収録された。

UVERworld PREMIUM LIVE 2016.07.06 at LIQUIDROOM
1. WE ARE GO
29thシングル『WE ARE GO/ALL ALONE』収録。
2. ナノ・セカンド
25thシングル『ナノ・セカンド』収録。
3. AWAYOKUBA-斬る
7thスタジオ・アルバム『THE ONE』収録。
4. UNKNOWN ORCHESTRA
7thシングル『endscape』収録。ショートバージョンで演奏された。
5. 0 choir
8thスタジオ・アルバム『Ø CHOIR』収録。
6. over the stoic
11thシングル『恋いしくて』収録。サックスが入ったアレンジでの演奏となっている。
7. 零HERE～SE～
8thスタジオ・アルバム『Ø CHOIR』収録。
8. IMPACT
8thスタジオ・アルバム『Ø CHOIR』収録。
9. PRAYING RUN
28thシングル『I LOVE THE WORLD』収録。
10. 在るべき形
8thスタジオ・アルバム『Ø CHOIR』収録。

### Disc-3
LIVE CD「UVERworld PREMIUM LIVE on X'mas 2015 at Nippon Budokan』（初回生産限定盤のみ付属）
1. Colors of the Heart
4thシングル『Colors of the Heart』収録。
2. Roots
3rdスタジオ・アルバム『PROGLUTION』収録。
3. 浮世CROSSING
9thシングル『浮世CROSSING』収録。
4. ハイ！問題作
5thスタジオ・アルバム『LAST』収録。
5. 君の好きなうた
6thシングル『君の好きなうた』収録。
6. 99/100 騙しの哲
4thスタジオ・アルバム『AwakEVE』収録。
7. GROOVY GROOVY GROOVY
3rdスタジオ・アルバム『PROGLUTION』収録。
8. EMPTY96
2ndスタジオ・アルバム『BUGRIGHT』収録。
9. DISCORD
2ndスタジオ・アルバム『BUGRIGHT』収録。
10. ハルジオン
12thシングル『儚くも永久のカナシ』収録。
11. SHINE
2ndシングル『CHANCE!』収録。
12. 心とココロ
5thスタジオ・アルバム『LAST』収録。
13. LIFEsize
2ndスタジオ・アルバム『BUGRIGHT』収録。
14. WANNA be BRILLIANT
5thシングル『LAST』収録。
15. 哀しみはきっと
14thシングル『哀しみはきっと』収録。